# Münsterland Giro 2015
Il Münsterland Giro 2015 (ufficialmente Sparkassen Münsterland Giro per motivi di sponsorizzazione), decima edizione della corsa, valido come evento dell'UCI Europe Tour 2015 categoria 1.HC, si svolse il 3 ottobre 2015 su un percorso di 179,9 km. La vittoria fu appannaggio del belga Tom Boonen, che giunse al traguardo in 4h 10' 23" alla media di 43,110 km/h precedendo il connazionale Roy Jans e il tedesco Nikias Arndt.
Al traguardo di Münster 109 ciclisti, dei 120 alla partenza, portarono a termine la competizione.

## Squadre partecipanti
| N.    | Cod. | Squadra                     |
| ----- | ---- | --------------------------- |
| 1-8   | LTS  | Lotto-Soudal                |
| 11-18 | TGA  | Team Giant-Alpecin          |
| 21-27 | TLJ  | Team Lotto NL-Jumbo         |
| 31-38 | EQS  | Etixx-Quick Step            |
| 41-48 | BOA  | Bora-Argon 18               |
| 51-56 | WGG  | Wanty-Groupe Gobert         |
| 61-66 | CCC  | CCC Sprandi Polkowice       |
| 71-77 | ROP  | Roompot Oranje Peloton      |
| 81-88 | TNN  | Team Novo Nordisk           |
| 91-97 | TSV  | Topsport Vlaanderen-Baloise |

| N.      | Cod. | Squadra              |
| ------- | ---- | -------------------- |
| 101-108 | RNR  | rad-net Rose Team    |
| 111-118 | TBJ  | MLP Team Bergstrasse |
| 121-128 | SGT  | Team Stuttgart       |
| 131-138 | BAI  | Bike Aid             |
| 141-148 | STG  | Team Stölting        |
| 151-158 | TRS  | Team Kuota-Lotto     |
| 162-168 | THF  | Team Heizomat        |
| 171-177 | LKT  | LKT Team Brandenburg |
| 181-184 | DEU  | Germania             |

## Ordine d'arrivo (Top 10)
| Pos. | Corridore              | Squadra      | Tempo    |
| ---- | ---------------------- | ------------ | -------- |
| 1    | Tom Boonen             | Etixx        | 4h10'23" |
| 2    | Roy Jans               | Wanty        | s.t.     |
| 3    | Nikias Arndt           | Giant        | s.t.     |
| 4    | André Looij            | Roompot      | s.t.     |
| 5    | Marcel Sieberg         | Lotto-Soudal | s.t.     |
| 6    | Boris Vallée           | Lotto-Soudal | s.t.     |
| 7    | Sep Vanmarcke          | Lotto NL     | s.t.     |
| 8    | Pascal Ackermann       | rad-net      | s.t.     |
| 9    | Amaury Capiot          | Topsport Vl. | s.t.     |
| 10   | Christian Delle Stelle | CCC          | s.t.     |